# Francisco Guillén Salaya
Francisco Guillén Salaya (Gomezserracín, 1900 - Madrid, 1965) fou un polític, sindicalista, novel·lista, assagista i dramaturg espanyol. Procurador a les Corts Espanyoles durant la primera legislatura de la dictadura franquista.
Escritor i figura rellevant del sindicalisme falangista.

## Biografia
Va llicenciar-se en Filosofia i Lletres a la Universitat de Valladolid. Inicialment va militar en el sindicat anarquista CNT. Més tard, com a conseqüència d'un gir ideològic, va ser cofundador, amb Ramiro Ledesma Ramos, de les JONS i del sindicat de Central Obrera Nacional-Sindicalista, juntament amb l'excenetista Nicasio Álvarez de Sotomayor.
En la seva obra "Anecdotario de las J.O.N. S." explica, la seva particular visió de fets esdevinguts des de la fundació de la publicació "La Conquista del Estado" fins a l'acte unitari de les JONS i FE, després de la seva unitat, a Valladolid el 4 de març de 1934.
| «                                                                                         | "... I Guillén Salaya formula la seva critica a partir del postulat de "la deshumanització de l'art" que divulgaria Ortega y Gasset en un cèlebre assaig, que li mereixeria —entre parèntesis— una mordaç diatriba i la ploma d'Ernesto Giménez Caballero. Caballero a les pàgines de la seva obra "Genio de España" en la qual comparava al filòsof, autor de "la rebelión de las masas" i d' "España invertebrada", amb una figura animal, la garsa que dona els crits en un lloc i posa els ous en un altre.." | » |
| — Juan Fernández Krohn La herencia de Ramiro ("in memoriam", en el dia de mi aniversario) | |   |

Redactor en cap del diari madrileny El Imparcial, on escrivia la columna de crítica literària titulada Los Lunes de Imparcial. També fou Cavaller Legionari i periodista especialitzat en la qüestió social.
L'inici de la guerra civil espanyola el sorprèn a Astúries on va romandre amagat fins que les tropes del bàndol nacional ocuparen el territori asturià.

## Franquisme
En el matí de l'1 de novembre de 1942 fou proposat per la Delegació Nacional de Sindicats a la Secretaria General del Movimiento com a candidat per a cobrir una de les places atorgada a l'Organització Sindical Espanyola dels procuradors a les Corts Espanyoles. Va ocupar l'escó de procurador durant la I Legislatura de les Corts Espanyoles (1943-1946).
Creador de la Mutualidad de Prensa y Artes Gráficas de la que fou president fins a la seva mort. Gerent de la Premsa del Movimiento. Representant de les empreses periodístiques en el Consejo Nacional de Prensa.

## Obres
- Cartones de Castilla, col·lecció de contes, Biblioteca Atlántico, 1930.
- El diálogo de las pistolas, novel·la, 1931.
- Parábola de la nueva literatura, crítica literària, 1931.
- La Mujer de cera, comèdia dramàtica en tres actes i en prosa, escrita en col·laboració amb Julio Escobar. Arizon, 1935.[6]
- Bajo la luna nueva, Novela de la vida social moderna., Madrid, Imprenta de Juan Pueyo, 1935
- Anecdotario de las JONS, Sant Sebastià, 1938.[7] Reeditat per Ediciones Nueva República, Barcelona, 2011
- Qué son los sindicatos verticales. San Sebastián: Yugos y Flechas, 1938. 96 p.
- Historia del sindicalismo español, Editora Nacional, Madrid, 1941.[8]
- La economía del porvenir, 1945
- Luna y lucero, Madrid, Imprenta Sáez, 1947. 4º. 219 pg.
- A la sombra de nuestras vidas; infierno y paraiso. Madrid 1963 Nuevas Editoriales Unidas, [s.a.]. 304p.
- Quién gobernará el mundo?. Estudios de las ideas y de los pueblos que aspiran a la hegemonía del universo, 1964, Ed. Nuevas editoriales unidas. 4º, 413 Pág.
- Los que nacimos con el siglo; (biografia d'una juventud). Editorial Colenda, Madrid, 1953. 218p.,
- A la sombra de nuestras vidas. Infierno y Paraíso. , Nuevas Editoriales Unidas, Madrid, 1963. 4to.; 304 pp.
- La derrota del comunismo